# Monestir de Tiri
El Monestir de Tiri (en georgià:თირის მონასტერი) és una església del segle xiii a la vora de Tsjinvali en un territori que actualment és en disputa a Ossètia del Sud. Construït com un monestir de l'Església ortodoxa georgiana amb una planta de saló, conté frescs medievals i inscripcions georgianes. Després de la Guerra a Ossètia del Sud (2008), els georgians van perdre l'accés al monestir. Al 2015, l'edifici de l'església va ser sotmès a treballs de manteniment que van infringir l'autenticitat i van danyar parcialment els frescs, cosa que va provocar controvèrsia a Tsjinvali i protestes a Geòrgia.

## Arquitectura

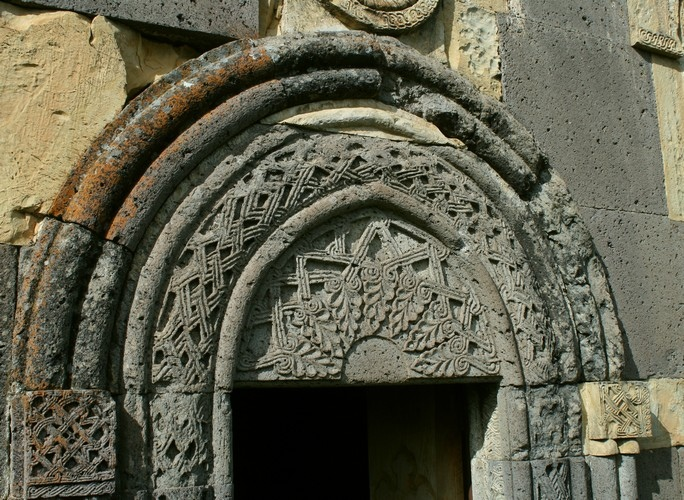
Façana sud

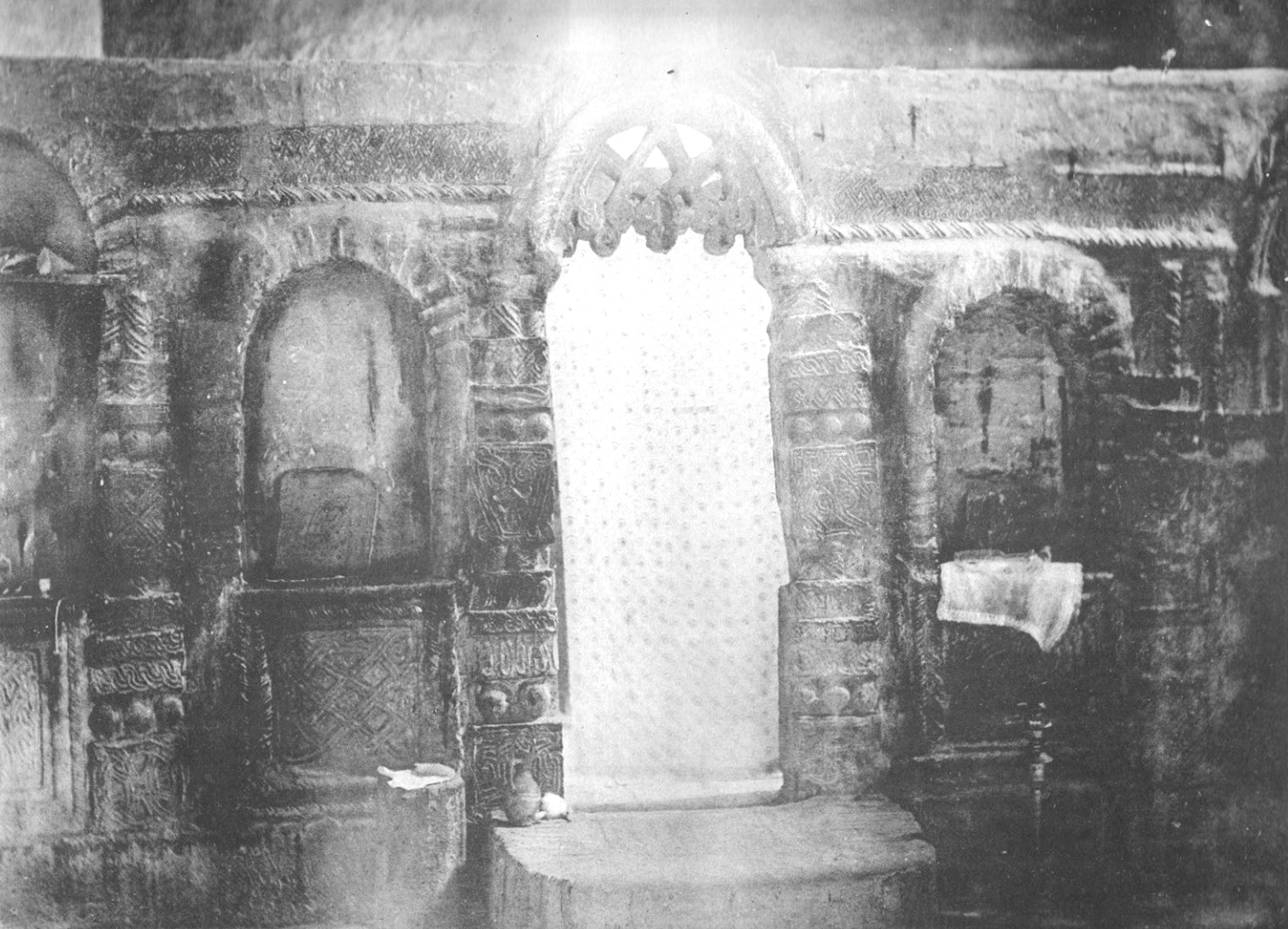
Iconòstasi del llibre de la comtesa Praskóvia Uvàrova, 1894

El monestir de Tiri es troba a prop del poble de Monasteri, a la vall de Tiri, un afluent del gran riu Liakhvi, a 9 km al nord-oest de Tskhinvali. El monestir conté l'església de la Nativitat de la Mare de Déu, un campanar i les ruïnes d'un refetor, cel·les excavades en la roca i altres estructures accessòries, en la seva majoria construïdes amb blocs de basalt revestits, amb l'ús addicional de maons i llambordes.
L'església de la Nativitat de la Theotokos, que fa 15,7 × 8,8 m, data de la segona meitat del segle xiii. Fou construïda com una església de saló rectangular amb una absis del santuari separada de la nau per un iconòstasi contemporani de cinc arcs. El santuari té fragments supervivents dels segles XIV-XV. En la dècada de 1420, l'església es va expandir amb un porxo ara en ruïnes i un eukterion. L'annex nord, una cripta d'una família noble, s'hi agregà en la dècada de 1480. Les façanes estan adornades amb talles de pedra decorativa. Un campanar de dos pisos va ser construït adjacent al costat oest de l'església a la fi del segle xiv per Tavkhelidze, propietari del monestir. Al segle xvi, Tiri va passar als prínceps Taktakidze, els quals van construir una cripta familiar a l'extrem nord-est de l'església el 1682.

### Inscripcions

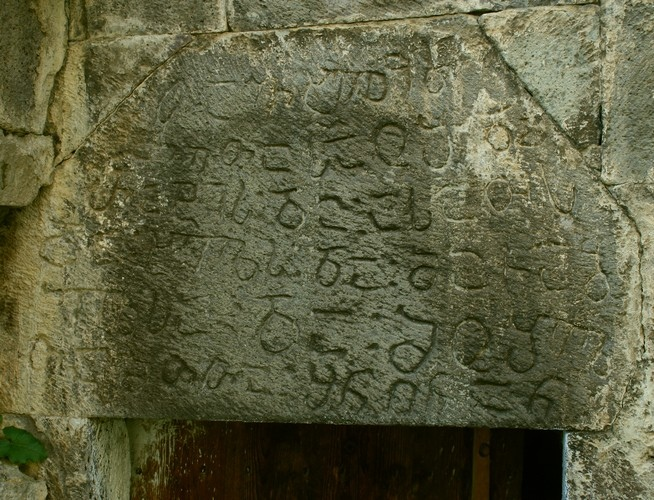
Inscripció en georgià del al campanar

Sobreviuen tres inscripcions georgianes en pedra sobre els murs exteriors del monestir: dues als annexos nord i sud de l'església, respectivament, i una al campanar.
L'última inscripció, sense data, però probablement realitzada a la fi del segle xiv en escriptura medieval georgiana asomtavruli, es troba en una pedra de l'arquitrau a la porta est de la torre del campanar, i esmenta membres de la família Tavkhelisdze: Siaosh, Rati, Asat i Machabel. La inscripció al mur oest de l'annex sud, una petita capella, en asomtavruli i també sense data, commemora un cert tresorer Khela i Bevroz Makhatlishvili. El tercer text, datat el 1682, està inscrit a la cripta nord de l'església i atribueix la construcció als membres de la família Taktakidze: el bisbe Phillip de Ruisi, Ardashel i Elizbar.
També hi ha una inscripció asomtavruli dues línies tot just discernible a l'interior de l'eukterion, fent menció del bisbe Phllip. Una làpida de marbre enfront de l'iconòstasi té un text mkhedruli, disposat en dotze línies, que indica que hi és enterrat el príncep Rostom (mort el 1689), un fill del príncep hereu Vakhtang de Kartli. Al costat d'aquesta làpida n'hi havia la del príncep Erekle, fill de Giorgi Machabeli, que va morir lluitant per al rei georgià Irakli II a Erevan el 1777. Aquests epitafis van ser publicats per primera vegada per l'estudiant francès d'antiguitats caucàsiques, Marie-Félicité Brosset, el 1850.

## Història

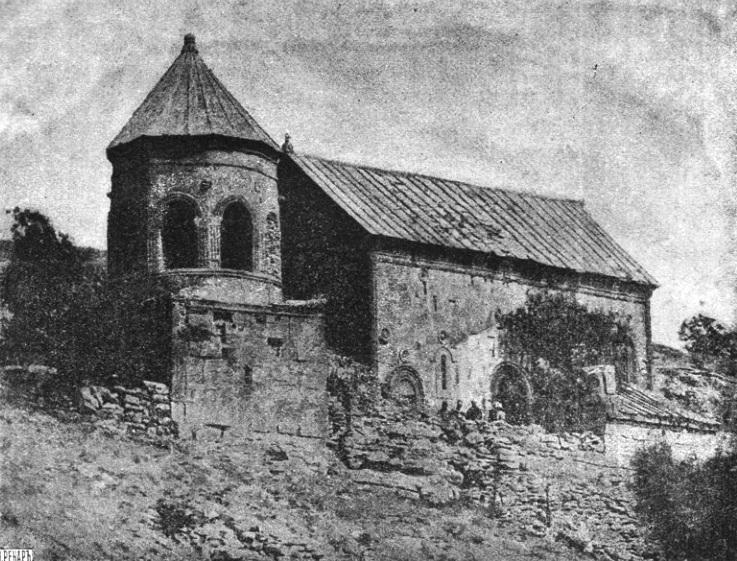
Fotografia del llibre de la comtesa Praskóvia Uvàrova, 1894

El monestir de Tiri s'esmenta en documents històrics georgians del segle xv al segle xviii. El príncep Vakhushti, un erudit georgià, va escriure que a l'oest de la fortalesa d'Achabeti, «en un pujol, és el monestir de Tiri, sense cúpula, però bellament construït, en un lloc agradable. Un abat es troba allà». Després de la presa russa de Geògia, el monestir va ser abolit i Tiri es va convertir en una església parroquial el 1811.
Durant la Guerra russogeorgiana d'agost de 2008, l'àrea on es troba el monestir va caure sota el control de les forces russes i d'Ossètia del Sud. Com a resultat, el clericat i la parròquia georgians van perdre l'accés a l'església de Tiri. Immediatament després de les hostilitats, una imatge pel satèl·lit UNOSAT del 19 d'agost de 2008 no va reportar danys visibles a l'església. El convent va continuar funcionant intermitentment fins que es va dissoldre el 2010. El juliol de 2015, l'agència russa Sputnik va informar que el monestir havia estat sotmès a un procés de «reparació» en què part dels frescs havien estat blanquejats o danyats; el terra del campanar estava cobert de formigó i s'havia construït un nou mur per envoltar l'església. Les autoritats d'Ossètia del Sud van al·legar-hi ignorància i van ordenar suspendre les obres. El dany sofert també va ser confirmat pel Ministeri de Cultura de Geòrgia, que va expressar la seva preocupació per les «activitats no controlades» en els monuments culturals a Abkhàzia i Ossètia del Sud. Al 2016, la Missió Permanent de Geòrgia davant l'Oficina de les Nacions Unides va informar el Relator Especial de l'ONU en el camp dels drets culturals que el monestir requeria d'una intervenció immediata per evitar danys més grans per humitat i infiltració d'aigua.